# Stefano Accorsi
Stefano Lelio Beniamino Accorsi (Bologna, 2 maart 1971) is een Italiaans acteur.

## Biografie
Accorsi kreeg zijn eerste kleine filmrol in Fratelli e sorelle (Broers en zussen) van Pupi Avati, nadat hij reageerde op een advertentie in de krant.
Dankzij een reclamespot van het ijsjesmerk Maxibon werd zijn gezicht bekend in heel Italië. Hij speelde vervolgens mee in de videoclip Una canzone d'amore van de Italiaanse groep 883.
Zijn grote doorbraak in de filmwereld kwam dankzij Jack Frusciante è uscito dal gruppo (1996) dat een onverwacht succes had. In 2001 was hij vervolgens de succesvolle protagonist in L'ultimo bacio en Le fate ignoranti.
Accorsi was de bedenker, en een van de hoofdrolspelers in de Italiaanse politieke dramaserie 1992.
Hij was een tijd samen met de Italiaanse actrice Giovanna Mezzogiorno die hij leerde kennen op de set van L'ultimo bacio. Van 2001 tot 2011 was hij samen met de Franse actrice Laetitia Casta. Ze hebben samen een zoon en een dochter. Sinds 2013 heeft hij een relatie met het Italiaanse fotomodel Bianca Vitali, met wie hij in 2015 huwde. Ze hebben samen twee zonen.

## Filmografie
- Fratelli e sorelle (1991)
- Un posto (1992)
- Jack Frusciante è uscito dal gruppo (1996)
- Vesna va veloce (1996)
- La mia generazione (1996)
- Naja (1997)
- I piccoli maestri (1998)
- Radiofreccia (1998)
- Un uomo perbene (1999)
- Ormai è fatta! (1999)
- Capitani d'aprile (2000)
- L'ultimo bacio (2001)
- Le fate ignoranti (2001)
- Tabloid (2001)
- La stanza del figlio (2001)
- Santa Maradona (2001)
- Un viaggio chiamato amore (2002)
- L'amore ritrovato (2004)
- Ovunque sei (2004)
- Provincia meccanica (2005)
- Romanzo criminale (2005)
- Les brigades du tigre (2006)
- Tutta colpa di Fidel (2006)
- Saturno contro (2007)
- Le deux mondes (2007)
- Un baiser s'il vous plaît (2007)
- La jeune fille et les loups (2008)
- Tous les Soleils (2011)
- Viaggio sola (2013)
- L'Arbitro (2013)
- Veloce come il vento (2016)
- Fortunata (2017)
- A casa tutti bene (2018)